# Кулели Бургас
Кулели Бургас или Кулелибургас (на гръцки: Πύθιο; на турски: Kuleliburgaz) е селище и важен жележопътен възел в Беломорска Тракия, днес в Гърция, на брега на река Марица, на 16 км източно от Димотика, на границата срещу гр. Узункьопрю в Турция. Селището е важна гара и железопътен възел, където се съединяват линиите София-Свиленград-Дедеагач и Солун-Дедеагач-Одрин-Цариград. Свързано е и с българската история и в годините 1912 – 1913 и 1915 – 1919 е било част от България.

## История
За пръв път районът става български в 813 година след превземането му от хан Крум Българското господство е утвърдено и със завоеванията на цар Симеон Велики През ХI век, по време на византийското владичество, е част от византийската тема Тракия. В началото на ХIII век кръстоносците овладяват района. Само към 20 години след възстановяването на българската държава в 1206 г. цар Калоян възстановява българската власт в тукашните места. Българското господство е утвърдено от цар Иван Асен II.
През XIV век византийският аристократ Йоан Кантакузин издига тук на брега на Марица замъка си Питион, станал негов опорен пункт в Гражданска война във Византия довела турците на Балканския полуостров. Внушителния силует на развалините на замъка се издига и днес в околностите на Кулели Бургас и е неговата забележителност, по името на която гърците прекръстват населеното място след 1920 година.
В 1352 година тук става решаващата за съдбата на Европа Битка при Питион на съюзените българи, сърби и византийци с турците. Победата е османска. В 1361 година заедно с близката Димотика пада под османска власт и Димотика става първата османска столица в Европейските земи.
През 19 и първите десетилетия на 20 век селището наред с близкото Каблешково е знакова станция на „Ориент Експрес“ Париж-Цариград след като линията построена от Барон Хирш в 1871 достига Кулели Бургас и в 1874 отстоящия на 112 км Дедеагач.
В хода на Илинденско-Преображенското въстание ВМОРО атакува турските железница при Кулели Бургас – френският посланик в Цариград, Констант, докладва че „В Одринския вилает близо до Кулели Бургас, станция на железопътната линия Цариград—Одрин, много пушечни изстрели се размениха между войниците и революционерите“ разрушен е телеграфа и под ръководството на Михаил Герджиков организира и около 11:30 вечерта на 13 (н.ст. 26) август 1903 г. една техническа дружина на одринските боеви сили взривява на гара Кулели Бургас влак пътуващ за Цариград. В 1904 войводата Таньо Николов нанася удари по турската жп инфраструктура, като първо на 12 юни е взривен мостът при гара Бадома заедно с минаващата по него композиция от 9 вагона и локомотива, веднага след това правят и неуспешен опит за атентат и на гара Кулели Бургас.
На 17 ноември 1912 г. части на Македоно-одринското опълчение и Шести конен полк командван от полк. Иларион Танев от Сборната конна бригада на полковник Александър Танев освобождават Димотика и района. В района на Кулели Бургаз българската конница и артилерия водят ожесточени боеве. Тук обхващайки и Каблешково атакуват 6-и конен полк и частите на бъдещия генерал Марко Андреев Гонитбата на конницата продължава над един километър, а неприятелят оставя на бойното поле посечени 108 души. Овладяната гара в Балканската война става важен пункт за българската армия. През Междусъюзническата война в 1913 г. турците извършват реокупация, която продължава до подписването на Българо-турска конвенция с който международен договор Турция на 6 септември 1915 го връща на България. БДЖ извършват редовни превози, линията Любимец-Дедеагач обслужват локомотиви закупени от австрийската фабрика STAATSEISENBAHN-GESELLSCHAFT (StEG) – Wien. През зимата на 1917 г. тук старши по пост на гарата е видния деец на ВМОРО ръководител на Бунархисарски революционен район и секретар на конгреса на Петрова нива Атанас Разбойников, именно в тези месеци той написва спомените си за Илинденско-Преображенското въстание на българите в Тракия. През 1920 г. Антантата (без съгласието на САЩ) предава Кулели Бургас заедно с цялото българско Беломорие на Гърция, в КулелиБургас се извършват изтезания на българи. В 1941 – 1944 гръцкият суверенитет е суспендиран и тук е неутрална зона между България и Турция. С Парижкия мирен договор в 1947 г. гръцките власти се връщат.

## Икономика и съвременно състояние
Селището представлява важен жележопътен възел и ЖП гара където се съединяват линиите София-Свиленград-Дедеагач и Солун-Дедеагач-Одрин-Цариград. Тук е единствената съществуваща ЖП връзка на гръцко-турската граница по железопътния мост над река Марица към град Узункьопрю, разположен на отсрещния бряг срещу Кулели Бургас. Границата, обаче не може да се премине по друг начин освен с влак защото мостът е само железопътен и няма ГКПП, а гърците в 2008 г. спират новооткритите влакове свързващи България с Беломорска Тракия през Черномен, а също така и с Турция като на 13 февруари 2011 г. е спрян единствения влак т.нар. „Експрес на приятелството“ (Dostluk/Filia Express) оставен да работи по-малко от 6 години.
Под гръцко управление днес селището се обезлюдява и запада, от над 5000 души в първите десетилетия на ХХ век към 1981 г. се стопява почти 5 пъти на 1186 жители, за още 10 години в 1991 г. последната цифра намалява с близо 40% на 734 жители, а преброяването в 2001 отчита едва 556 жилели т.е. само за около 80 г. от населението са останали едва 11% и оживеният преди идването на гръцката власт град е превърнат в запустяващо село.

## Забележителности на Кулели Бургас
- Руините на замъка „Питион“ от 14 век при който е станала известната решаваща за съдбата на Европа Битка при Питион на съюзените българи, сърби и византийци с турците в 1352 г.
- Гара Кулели Бургас, оцелялата в почти автентичен вид от времето на турското и българско управление и Ориент експрес